# Trichodochium disseminatum
Trichodochium disseminatum är en svampart som beskrevs av Syd. 1927. Trichodochium disseminatum ingår i släktet Trichodochium, divisionen sporsäcksvampar och riket svampar.   Inga underarter finns listade i Catalogue of Life.